# Mobi Oparaku
Mobi Oparaku (Owerri, 1º dicembre 1976) è un ex calciatore nigeriano, di ruolo difensore.

## Carriera

### Club
Ha giocato prevalentemente in patria e in Belgio in squadre come l'Anderlecht e il Turnhout.

### Nazionale
Con la nazionale nigeriana fece parte della squadra che vinse la medaglia d'oro ai Giochi olimpici del 1996.
Due anni dopo prese parte anche al campionato del mondo 1998 disputato in Francia.

## Palmarès

### Nazionale
- Oro olimpico: 1

Atlanta 1996